# Loch Scavaig
Loch Scavaig är en vik i Storbritannien.   Den ligger i kommunen Highland och riksdelen Skottland, i den nordvästra delen av landet, 700 km nordväst om huvudstaden London.